# جت‌پک جویراید
جت‌پک جویراید یک بازی ویدئویی اکشن دونده بی پایان در حال پیمایش جانبی است که توسط استودیوی هافبریک ایجاد شده‌است
در این بازی همان قهرمان اصلی بازی عصر زامبی‌ها و Monster Dash، باری استیکفریس حضور دارد که بازیکن هنگام دزدیدن یک جت پک از یک آزمایشگاه فوق سری، وی را کنترل می‌کند. این بازی با نقدهای بسیار مطلوبی روبرو شده و جوایز بسیاری را از آن خود کرده‌است.
در ۲۷ فوریه سال ۲۰۲۱، استودیوی هافبریک عاقبت این بازی را با عنوان Jetpack Joyride 2: Bullest Rush اعلام کرد. استودیو همچنین پیش پرده رسمی بازی را منتشر می‌کند. بازی جت‌پک جویراید ۲ در حال حاضر در سه کشور استرالیا، نیوزیلند و کانادا در مرحله راه اندازی نرم است. تاریخ انتشار جهانی بازی هنوز مشخص نشده‌است.